# 13860 Neely
13860 Neely eller 1999 XH143 är en asteroid i huvudbältet som upptäcktes den 15 december 1999 av den amerikanske astronomen Charles W. Juels vid Fountain Hills-observatoriet. Den är uppkallad efter A. W. Neely.
Asteroiden har en diameter på ungefär 26 kilometer.